# فونگ دائو داک
| 馮道德       |                   |
| Fung Dou Dak |                   |
| Pinyin:      | Féng Dào Dé       |
| Jyutping:    | Fung4 Dou3 Dak1   |
| معنای لغوی   | "تقوای فونگ دائو" |

فونگ دائو داک (چینی: 馮道德) یکی از پنج مرشد افسانه‌ای چین است که پس از تخریب معبد شائولین به‌دست دولتمردان در دوران حکمفرمایی دودمان چینگ (۱۶۴۴–۱۹۱۲)، از آن جان سالم به‌در بردند. 

برخی افسانه حاکی از آن است که کمی پس از واقعهٔ فوق، باک می و فونگ دائو داک به ارتش چینگ ملحق شدند و یک معبد دیگر شائولین را با ارتشی پرشمار نابود کردند. در این واقعه، جی سین راهب این معبد در نبردی تن‌به‌تن با باک می و به‌دست او کشته شد.